# 苏州开放大学
苏州开放大学（英语：Suzhou Open University），原苏州市广播电视大学。该校位于中国江苏省苏州市姑苏区干将西路1122号，是一所市属成人高等学校。截止2014年，拥有石湖、干将路、潭山和吏舍弄四个校区。

## 沿革
1979年，苏州市广播电视大学创建；
2005年，苏州市职业大学、苏州教育学院、苏州市广播电视大学、苏州市职工科技大学合并，合并后的新学校称苏州市广播电视大学；
2013年12月，更名为苏州开放大学。

## 专业设置
- 本科

文化产业管理、环境工程、农业资源与环境（农业与农产品安全）、工程管理
- 专科

机电一体化技术、建筑工程管理、行政管理、工商企业管理、会计